# Antoni Reiter

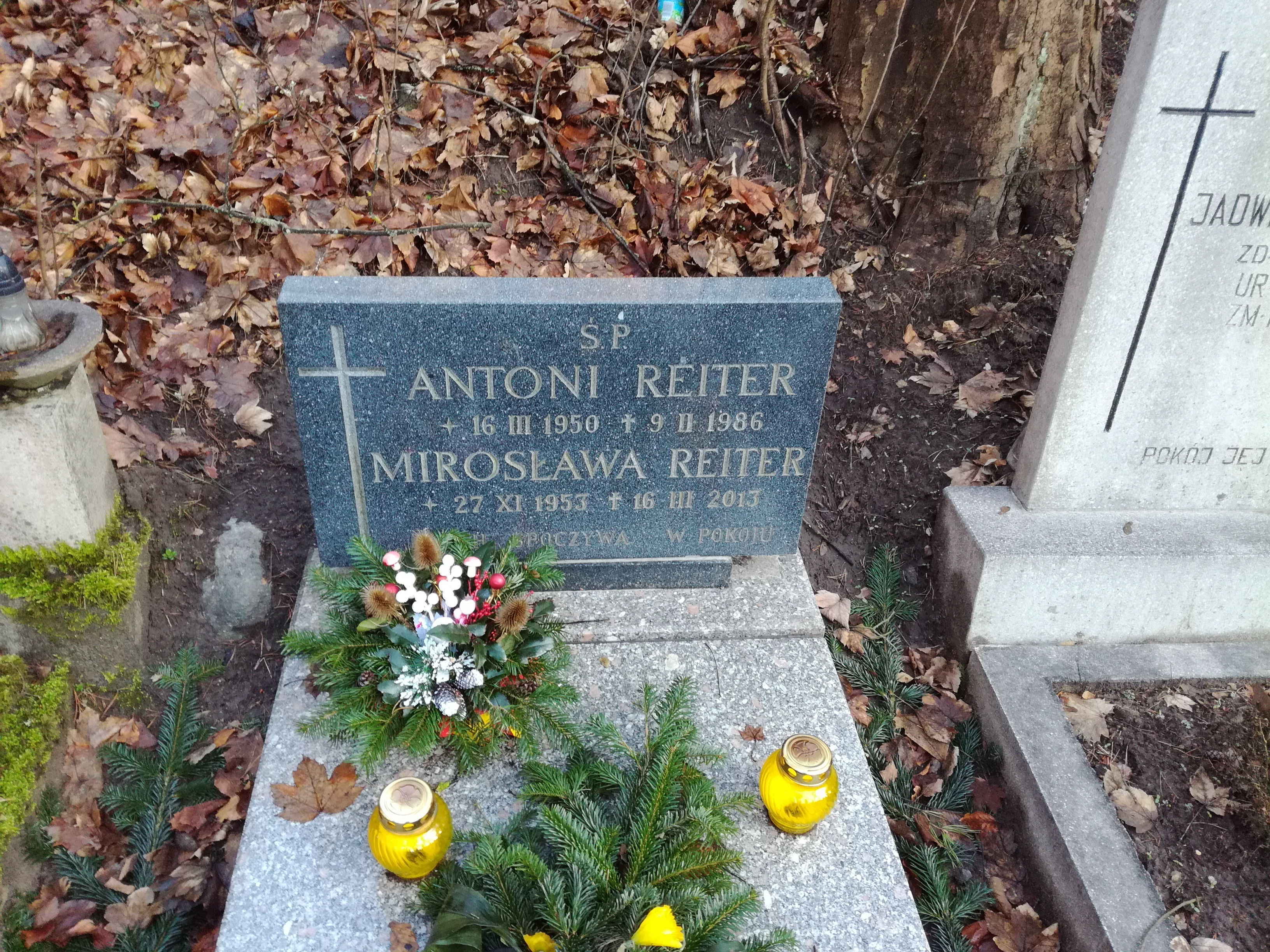
Tombe d'Antoni Reiter.

Antoni Reiter , né le 16 mars 1950 à Gdańsk et mort le 9 février 1986 dans la même ville, est un judoka polonais.

## Carrière
Antoni Reiter obtient son diplôme d'ingénieur en électronique à l'école polytechnique de Gdańsk. Durant toute sa carrière il reste fidèle à son club de Wybrzeże Gdańsk. Triple champion de Pologne en 1971, 1973 et 1975, il se place troisième lors des Championnats du monde de judo 1973. Mais c'est aux championnats d'Europe qu'il monte au podium le plus souvent, il y obtient les médailles de toutes les couleurs, l'argent en 1974 à Londres, l'or en 1975 à Lyon et le bronze en 1976 à Kiev. Il prend part aux Jeux olympiques d'été de 1976. La même année il est grièvement blessé au dos, ce qui met un terme à sa carrière.
Antoni Reiter se suicide le 9 février 1986.

## Palmarès

### Championnats du monde
- Médaillé de bronze à  Lausanne en 1973

### Championnats d'Europe
- Médaillé d'argent à Londres en 1974
- Médaillé d'or à Lyon en 1975
- Médaillé de bronze à Kiev en 1976

### Championnats de Pologne
- Médaillé d'or en 1971, 1973 et 1975